# إسير أليغرو
أسير أليغرو (بالإنجليزية: Acer Allegro)‏ هو هاتف ذكي من إيسر يعمل بنظام ويندوز فون، تم طرحه في الأسواق في 2011.

## الخصائص
- نظام التشغيل: ويندوز فون
- الكاميرا الأمامية: 5 ميجابكسل
- الشاشة: شاشة لمس 480×800 16 مليون لون
- المعالج: 1 جيجا هرتز
- الذاكرة: 8 جيجابايت